# Kagoshimabugten
Kagoshimabugten (鹿児島湾 Kagoshima-wan) er en dyb fjord i Japans kyst.
Kagoshimabugten er på den sydlige kyst på øen Kyushu. Havnebyen Kagoshima og dens godt beskyttede havn ligger på bugtens vestlige kyst.
Bombardementet af Kagoshima af britiske krigsskibe i bugten fandt sted i 1863. Udbruddet i 1914 af vulkanen Sakurajima, der var en ø i bugten (nu en halvø), ødelagde Kagoshima.